# Jamesonia accrescens
Jamesonia accrescens är en kantbräkenväxtart som först beskrevs av A.F.Tryon, och fick sitt nu gällande namn av Maarten J.M. Christenhusz. Jamesonia accrescens ingår i släktet Jamesonia och familjen Pteridaceae. Inga underarter finns listade.